# Louis Cance
Pour les articles homonymes, voir Cance.
 Louis Cance, né le 12 janvier 1939 à Sansac-de-Marmiesse (Cantal) et mort le 13 décembre 2023 à Aurillac, est un auteur français principalement connu pour avoir dessiné la série de bande dessinée Pif le chien de 1967 à 1990 et pour avoir créé en 1973 la revue d'études Hop !, qu'il a publiée jusqu'en 2020.

## Biographie
Il réalise le scénario et le dessin de Red Devil publié entre 1959 et 1960 dans Johnny Texas. Entre 1965 et 1968, il crée diverses œuvres pour des périodiques : Amis-Coop, Lisette-Nade et Record.
Entre 1967 et 1990, il dessine Pif le chien publié chez Vaillant et en est le scénariste aux côtés de Patrice Valli, Christian Godard, etc.
Entre 1970 et 1975, il dessine la série Pépé Dynamite, écrite par Claire Godet et publiée dans Formule 1 chez Fleurus. C'est en 1973 qu'il devient rédacteur du fanzine Hop !, consacré à la bande dessinée.
À partir de 1978, il travaille pour Édi-Monde/Hachette, sur des scénarios d'histoires pour les bandes dessinées Disney.
Il est le père de Hubert Cance, illustrateur et peintre, et de Nathalie Cance.
Il réalise aussi, de 1981 à 1990, le scénario et le dessin d'Un de la Police Montée pour Amis-Coop.
Cance meurt le 13 décembre 2023 à l'hôpital d'Aurillac, à l'âge de 84 ans.